# Park Regionalny Wogezów Północnych
Park Regionalny Wogezów Północnych (fr. Parc naturel régional des Vosges du Nord) jest jednym z 48 takich parków znajdujących się na terenie Francji na terenie Alzacji i Lotaryngii. Powstał w 1976 r. z inicjatywy dr. Alfreda Westphala, który został pierwszym przewodniczącym zarządu parku (Sycoparc – fr. Syndicat de coopération pour le Parc). W 1989 r. park stał się jednocześnie rezerwatem biosfery UNESCO, rozszerzonym o niemiecki Las Palatyński w 1998 r. Powierzchnia parku wynosi 1220 km²; jest to obszar względnie słabo zaludniony.
Terytorium parku jest silnie zalesione, dominują zespoły buczyn, dąbrów, lasów mieszanych z dodatkiem lasów iglastych, olsów i in. Około 60% lasów należy do państwa (przy 10% w skali całej Francji). Środowiska leśne ubogacają liczne formacje skalne, łąki, bagniska, rzeki i stawy. Wśród bogatej fauny parku znajdują się rysie, żbiki, kilka gatunków dzięciołów, sokoły wędrowne, nietoperze, salamandry, kuny leśne i in.
Na terenie parku wyróżnia się podgórze (piémont) na wschodzie, znane z uprawy winorośli i sadów, lasy porastające góry niskie (o wysokościach względnych dochodzących do 300 m.) z charakterystycznymi formacjami skalnymi i rolniczą wysoczyznę na zachodzie.
Teren parku jest atrakcyjny turystycznie. Oprócz atrakcji przyrodniczych gości przyciągają liczne zamki, zabytkowe miasteczka i wsie oraz tradycyjna kultura alzacka.